# 일본트로츠키스트연맹
일본 트로츠키주의자 연맹(일본어: 日本トロッキスト聯盟)은 1957년 1월부터 같은해 12월까지 존재한 트로츠키주의를 내거는 일본의 정당이었다. 약칭 트로련으로 불렸다. 1957년 12월에 혁명적공산주의자동맹으로 전환했다.

## 경과
1952년부터 일본에서 트로츠키주의 연구를 시작해온 군마현의 노동자 우치다 형제는 1956년 '새로운 공산당을 만든다'라고 말하며 군마에서 신문 "반역자"를 창간하면서, 제4인터내셔널 일본 지부 설립 준비위원회를 결성했다.
1956년 당시 새로운 트로츠키주의 정당을 만들기 위해 활동을 시작했다. 그룹에는 우치다 형제 외에 다음이 있었다. 이 그룹원들은 원래 친분은 없었지만, 저서 등으로 서로의 존재를 알게되어, 공동 투쟁을 실현 해 나갔다.
- 오오타 류 : 사회당 청년부에 가입하여 진입주의를 시도했으나 실패하고 자체 활동을 하고 있었다. 당시 26세였고 후 4인터네셔널의 창시자 중 한 명이다. 그 후, 아이누 해방론자로 선회했다가 말년에 반유대주의자가 되었다.
- 오오시로, 오카 스스무 : 원래 일본 공산당 교토 부 위원이었다. 후에 제4인터네셔널 일본 지부의 창시자 중 한 사람으로써 트로츠키주의 입장을 고수했다.
- 쿠로다 칸이치 : 당시 트로츠키주의 서클을 주도했다. 당시 29세였으며, 스스로 반스탈린주의 좌파라고 주장했다.

1957년 1월 일본 트로츠키주의자 연맹 제 4 인터내셔널 일본 지부를 결성했다. 기관지는 "제4인터내셔널"이었다.
1957년 7월 우치다 히데요가 이탈했다.

1957년 12월 혁명적공산주의자동맹으로 개칭했다.